# Plectrypops retrospinis
El candil cardenal o candil espinoso es la especie Plectrypops retrospinis, un pez marino de la familia holocéntridos, distribuida por la costa oeste del Atlántico, desde Florida hasta el norte de América del Sur, incluido el golfo de México y el mar Caribe.
De escaso interés comercial su pesca para vender en los mercados, pero con interés para su uso en acuariología marina. Es inofensivo.

## Anatomía
Cuerpo comprimido lateralmente característico de la familia, con una longitud máxima descrita de 15 cm. El color es un brillante rojo anaranjado, con las espinas que hay cerca del preopérculo algo agrandadas, suaves aletas dorsal, anal y caudal sin escamas y con sus lóbulos anchamente redondeados. Los huesos que rodean el ojo tienen finas espinas, las inferiores apuntando hacia el ojo. Posee 12 espinas en la aleta dorsal y 4 espinas en la aleta anal.

## Hábitat y biología
Vive en aguas superficiales asociado a arrecifes, de hasta 22 metros de profundidad. Durante el día permanece oculto en cavidades profundas del arrecife, por lo que rara vez se le ve, saliendo a cazar durante la noche.